# フランス労働総同盟
フランス労働総同盟（フランスろうどうそうどうめい、仏: Confédération Générale du Travail、略CGT）は、1895年9月23日にリモージュで結成したフランスのナショナルセンター。ITUC、ETUCに加盟されている。

## 概要
フランスの5つ主要労組のひとつ。組合員数は約71万人。現在の書記長は、ソフィー・ビネ。